# Warren Christie
Hans Warren Christie (Belfast, 4 novembre 1975) è un attore britannico naturalizzato canadese, noto principalmente per i ruoli di Ray "Big Cat" Cataldo nella commedia drammatica ABC October Road, di Aidan "Greggy" Stiviletto nel giallo ABC Happy Town e di Cameron Hicks nella serie di fantascienza Syfy Alphas.
Nel corso della sua carriera è inoltre apparso in chiave ricorrente nel medical drama Fox The Resident, come co-star nel dramma NBC del 2019 The Village e in vari episodi della serie Arrowverse Batwoman nel doppio ruolo di Bruce Wayne / Batman e Tommy Elliott / Hush.

## Biografia

### Primi anni
Warren Christie è nato a Belfast, in Irlanda del Nord, ma pochi anni dopo, la sua famiglia si trasferisce a London, Ontario, in Canada. Crescendo ha frequentato l'Università di Windsor, dove ha giocato a football e gli è stata offerta una carriera da professionista, sebbene egli abbia preferito perseguire la carriera recitativa trasferendosi a Vancouver.

### Carriera
Christie debutta in televisione nel 2001 comparendo in un episodio della soap opera Pasadena e, negli anni successivi, ha varie apparizioni minori in film e serie televisive quali The Twilight Zone, Il settimo è quello giusto, Black Sash, Jake 2.0, Sea Ghost - Il fantasma degli abissi, Magnitudo 10.5, Andromeda, The L Word, Battlestar Galactica e Supernatural. Nel 2006, recita al fianco di Heather Graham nella commedia romantica Fratelli, amori e tanti guai mentre, nel 2007, entra a far parte del cast principale della serie ABC October Road nel ruolo di Ray "Big Cat" Cataldo, l'arrogante proprietario di un'impresa edile. L'anno successivo compare nel film TV musicale Magic Flute Diaries, basato su un'opera di Mozart, e recitato nell'episodio pilota del dramma familiare gotico ABC, Prince of Motor City, al fianco di Aidan Quinn e Piper Perabo.
Dal 2011 al 2012 Christie veste i panni di Cameron Hicks nella serie Syfy Alphas mentre, dal finale della prima stagione di Batwoman viene scritturato nel ruolo di Bruce Wayne, quando Tommy Elliott ne assume le fattezze.
Nel 2023 ottiene il ruolo di Matthew Ward, coprotagonista della serie Freeform Segreti di una tata.

## Vita privata
Christie è sposato dal 2007 con l'attrice Sonya Salomaa, dalla quale ha avuto un figlio.

## Filmografia parziale

### Cinema
- Sea Ghost - Il fantasma degli abissi (The Thing Below), regia di Jim Wynorski (2004)
- Fratelli, amori e tanti guai (Gray Matters), regia di Sue Kramer (2006)
- Beneath, regia di Dagen Merrill (2007)
- I nuovi gangster (Crossing), regia di Roger Evan Larry (2007)
- Bachelor Party 2 - L'ultima tentazione (Bachelor Party 2: The Last Temptation), regia di James Ryan (2007)
- X's & O's (Platonically), regia di Kedar Korde (2007)
- Incident at a Truckstop Diner, regia di Jeff Cassidy - cortometraggio (2008)
- Magic Flute Diaries, regia di Kevin Sullivan (2008)
- Bachelor party 2 - L'ultima tentazione (Bachelor Party 2: The Last Temptation), regia di James Ryan (2008)
- Bachelor Party 2: Analysis of a Stripper Fight, regia di James Ryan - cortometraggio (2008)
- Apollo 18, regia di Gonzalo López-Gallego (2011)
- Una spia non basta (This Means War), regia di McG (2012)
- Land, regia di Robin Wright (2021)

### Televisione
- Pasadena - soap opera, puntata 1x02 (2001)
- The Twilight Zone - serie TV, episodio 1x24 (2003)
- Caccia al killer (1st to Die), regia di Russell Mulcahy - film TV (2003)
- Black Sash - serie TV, episodio 1x04 (2003)
- Still Life - serie TV, 5 episodi (2003-2004)
- Il settimo è quello giusto (Lucky 7), regia di Harry Winer - film TV (2003)
- Jake 2.0 - serie TV, episodio 1x08 (2003)
- Magnitudo 10.5 (10.5) - serie TV, 2 episodi (2004)
- The Days - serie TV, 4 episodi (2004)
- Andromeda - serie TV, episodio 5x13 (2005)
- The L Word - serie TV, 3 episodi (2005)
- Battlestar Galactica - serie TV, 3 episodi (2005)
- Supernatural - serie TV, episodio 1x20 (2006)
- The Evidence - serie TV, episodio 1x08 (2006)
- Introducing Lennie Rose, regia di Ken Olin - film TV (2006)
- My Baby Is Missing, regia di Neill Fearnley - film TV (2007)
- Ghost Whisperer - Presenze (Ghost Whisperer) - serie TV, episodio 2x20 (2007)
- This Space for Rent - serie TV, episodio 1x02 (2007)
- October Road – serie TV, 19 episodi (2007-2008)
- Samurai Girl - miniserie TV, 2 puntate (2008)
- The Prince of Motor City, regia di Jack Bender - pilot TV (2008)
- Un ospite a sorpresa (The Most Wonderful Time of the Year), regia di Michael Scott – film TV (2008)
- House Rules, regia di Daniel Minahan - film TV (2009)
- Malibu Shark Attack, regia di David Lister - film TV (2009)
- Legami pericolosi (Ties That Bind), regia di Frédéric D'Amours - film TV (2010)
- Happy Town - serie TV, 6 episodi (2010-2011)
- True Justice - serie TV, 13 episodi (2011-2012)
- Flashpoint - serie TV, episodio 3x09 (2011)
- Three Weeks, Three Kids, regia di Mark Jean - film TV (2011)
- Rise of the Damned, regia di Micheal Bafaro - film TV (2011)
- C'era una volta (Once Upon a Time) - serie TV, episodio 1x01 (2011)
- Alphas - serie TV, 24 episodi (2011-2012)
- Arrow - serie TV, episodio 1x06 (2012)
- King & Maxwell - serie TV, episodio 1x03 (2013)
- Castle - serie TV, episodio 6x02 (2013)
- Il mio arcobaleno (The Color of Rain), regia di Anne Wheeler - film TV (2014)
- Motive - serie TV, 39 episodi (2014-2016)
- Girlfriends' Guide to Divorce - serie TV, 9 episodi (2014-2019)
- Rush - serie TV, 5 episodi (2014)
- Chicago Fire - serie TV, 7 episodi (2015)
- Zoo - serie TV, 2 episodi (2015)
- Eyewitness - serie TV, 10 episodi (2016)
- The Catch - serie TV, 6 episodi (2017)
- The Exorcist - serie TV, 2 episodi (2017)
- La signora della droga (Cocaine Godmother), regia di Guillermo Navarro - film TV (2018)
- The Resident - serie TV, 6 episodi (2018)
- The Village - serie TV, 10 episodi (2019)
- 50 States of Fright - serie TV, 2 episodi (2019)
- Tutto merito del Natale (If I Only Had Christmas), regia di David Weaver (2019)
- Batwoman - serie TV, 3 episodi (2020-2021)
- Gone Mom, regia di Gail Harvey - film TV (2021)
- Natale a sorpresa (Crashing Through the Snow), regia di Rich Newey - film TV (2021)
- Segreti di una tata (The Watchful Eye) - serie TV, 10 episodi (2023)
- The More Love Grows, regia di Heather Hawthorn Doyle - film TV (2023)
- Holiday Road, regia di Martin Wood - film TV (2023)
- Our Holiday Story, regia di Jason Bourque - film TV (2024)
- The Irrational - serie TV, episodio 2x15 (2025)

## Doppiatori italiani
Nelle versioni in italiano delle opere in cui ha recitato, Warren Christie è stato doppiato da:
- Francesco Bulckaen in Happy Town, Alphas, Girlfriends' Guide to Divorce
- Riccardo Scarafoni in C'era una volta, Castle
- Paolo Sesana in Jake 2.0
- Simone Mori in The L Word
- Riccardo Niseem Onorato in Supernatural
- Fabio Boccanera in October Road
- Gianluca Crisafi in True Justice
- Francesco Pezzulli in Motive
- Simone D'Andrea in The Catch
- Riccardo Rossi in Segreti di una tata